# Ядлива хризантема
Ядливата хризантема (Glebionis coronaria, преди наричана Chrysanthemum coronarium), известна още като салатна хризантема, е вид цъфтящо растение от семейство Сложноцветни (Asteraceae). Родом е от средиземноморския регион. Култивира се и се натурализира в Източна Азия и на разпръснати места в Северна Америка.
Ядливата хризантема се използва като листен зеленчук. Тя е хибридизирана със сродни видове от род Argyranthemum, за да създаде сортове градински маргарити (от подтриб Glebionidinae).
Популярното название „хризантема“ е от времето, преди да бъде извадена от рода на хризантемите.

## Разпространение
В диво състояние видът се среща в Европа, Африка и Азия. Като културно растение се отглежда предимно в Източна Азия.

## Описание
Ядливата хризантема е едногодишно растение. Има цветчета с жълти лъчи, групирани в малки цветни глави и ароматни, двойно перисти листа.

## Отглеждане
Зеленчукът расте много добре в мек или леко студен климат, но бързо ще премине в преждевременно цъфтеж при топли летни условия. Семената се засяват в началото на пролетта и есента.

## Кулинария

### Хранителна стойност
„Растението е богато на минерали и витамини с концентрация на калий при 610 mg / 100 g и каротин при 3,4 g / 100 g на годни за консумация. Освен това растението съдържа различни антиоксиданти (в тъканите на стъблото, листата и корените), които имат потенциални дългосрочни ползи за човешкото здраве, въпреки че са наблюдавани и токсични (диоксинови) свойства. Доказано е, че екстрактите от C. coronarium var. spatiosum инхибират растежа на Lactobacillus casei, полезна човешка чревна бактерия.“

### Различни кухни
Ядливи са листата, семената и цветовете. Листата нямат аромат, но имат много приятен вкус – без киселинност или горчивина.
Зеленината на растението се използват в много азиатски кухни. То е широко достъпно в Китай и се появява в множество китайски кухни като съставка за пържене с разбъркване (в китайската техника с уок), яхнии, гювечи hotpot (китайски метод за готвене на супа). В японската кухня се нарича „пролетна хризантема“ (на японски: 春菊) и се използва в nabemono (японски ястия готвени с гореща тенджера). Корейската кухня използва зелените в супи, яхнии и самостоятелно като гарнитура (banchan). Добавя се в горещия съд в последния момент, за да се избегне преваряването. В Крит, разнообразие от видовете, наречени mantilida (на гръцки: μαντηλίδα), се консумират като нежни издънки, ядени сурови или приготвени на пара от местните жители.
- Ssukgat-namul (корейска салата)
- Udong (корейско ястие с юфка)
- Сноп ядлива хризантема